# Бондаренко, Виктор Александрович (медик)
Бондаренко Виктор Александрович (род. 18 октября 1931, Блакитное, Великоалександровский район) — советский медик, доктор медицинских наук, профессор, действительный член Академии медицинских наук Украины. Народный депутат Украины 1-го созыва.

## Биография
Родился 18 октября 1931 года в селе Блакитное в семье служащего.
С 1949 года — студент Днепропетровского медицинского института. Член КПСС с 1953 года.
С 1955 года — главный врач больницы завода «Криворожсталь».
С 1960 года — аспирант кафедры госпитальной хирургии Днепропетровского медицинского института. С 1969 года — профессор кафедры общей хирургии Днепропетровского медицинского института.
С 1971 года — заведующий кафедрой общей и неотложной хирургии Украинского института усовершенствования врачей (Харьков). С 1995 года — заведующий кафедрой Харьковского института усовершенствования врачей.
Выдвинут кандидатом в Народные депутаты трудовым коллективом Украинского института усовершенствования врачей. Баллотировался по Фрунзенскому избирательному округу № 377 Харьковской области.
18 марта 1990 года избран народным депутатом Украины 1-го созыва, получив во втором туре 46,58 % голосов.
В группы и фракции не входил. Член комиссии Верховной рады Украины по обороне и государственной безопасности. Председатель подкомиссии по медицинской науке образования и НТП комиссии по вопросам здоровья человека.
Женат, имеет ребёнка.